# Cerkiew św. Jerzego w Łucku
Cerkiew św. Jerzego – prawosławna cerkiew w Łucku, siedziba parafii eparchii wołyńskiej Kościoła Prawosławnego Ukrainy.
Cerkiew została wzniesiona w 1898 jako wojskowa świątynia 2 brygady 11 dywizji piechoty armii rosyjskiej pod wezwaniem Opieki Matki Bożej. Być może obiekt miał również upamiętniać wizytę cara Aleksandra III i jego rodziny w Łucku osiem lat wcześniej. W okresie międzywojennym cerkiew została odebrana prawosławnym, gruntownie przebudowana i zamieniona na kościół. W ramach przebudowy rozebrano dzwonnicę cerkiewną i wzniesiono dwie wieże.
W okresie przynależności Łucka do Ukraińskiej SRR cerkiew została zamieniona na muzeum wojskowe. W 1992, dzięki poparciu miejscowej administracji, obiekt został przekazany niekanonicznemu Ukraińskiemu Autokefalicznemu Kościołowi Prawosławnemu. Była to druga, po cerkwi Podwyższenia Krzyża Pańskiego, świątynia przejęta przez zwolenników autokefalii Kościoła na Ukrainie w Łucku. Obiekt został stopniowo poddany niezbędnym pracom remontowym – w 1999 do wnętrza wstawiono ikonostas oraz wykonano freski przedstawiające świętych związanych z Wołyniem i Rusią Kijowską, a także chrześcijańskich męczenników. W 1998 odremontowano dzwonnicę i kopuły cerkiewne oraz wstawiono ołtarz. W momencie przejęcie świątyni przez Ukraiński Kościół Prawosławny Patriarchatu Kijowskiego parafianie wybrali dla niej wezwanie św. Aleksandra Newskiego, które nawiązywało do wojskowych tradycji cerkwi. Obiekt został tymczasową katedrą eparchii wołyńskiej Cerkwi Autokefalicznej. W 1997 wezwanie zmieniono na św. Jerzego.
Budynek jest przeznaczony do uczestnictwa w nabożeństwa tysiąca wiernych.